# L'Aiguadora

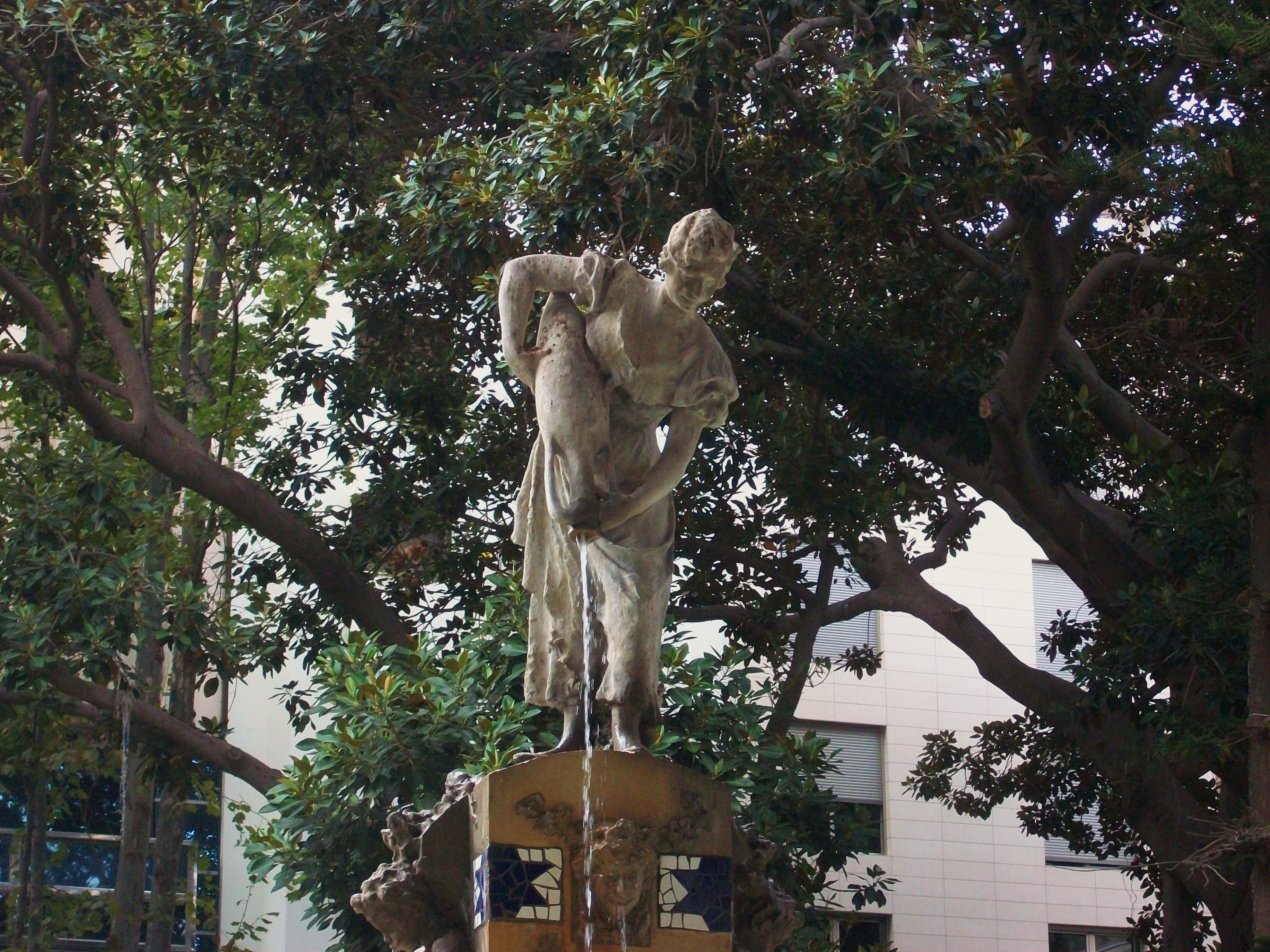
Escultura de l'Aiguadora.

L'Aiguadora, també anomenada Mossa del cànter, és una escultura urbana situada sobre una font a la plaça de Gabriel Miró de la ciutat d'Alacant (País Valencià).
És obra de l'escultor alacantí Vicente Bañuls, qui es va inspirar en una jove de 17 anys anomenada Susana Llaneras Rico, i va finalitzar l'obra en 1918, el mateix any en què es va col·locar al seu emplaçament actual amb la finalitat de substituir un col·lector d'aigua.
El conjunt està format per una jove en un pedestal abocant aigua sobre un faune, acompanyada d'uns xiquets.